# Starčevićanac: novine za hrvatski puk
Starčevićanac je bio list iz Zagreba. U nazivu su se deklarirale kao "novine za hrvatski puk". 
Izlazile su u Zagrebu kao polumjesečnik.
Urednik je bio Martin Lovrenčević.
Prvi broj je izašao 10. travnja 1897., a zadnji broj je izašao koncem rujna 1901.